# Stephanitis typica
Stephanitis typica es una especie de insecto hemíptero de la familia Tingidae, originaria del Sudeste Asiático. Esta especie de chinche es una plaga del banano y el cocotero, especialmente en la India. También es el vector de un fitoplasma que causa una enfermedad en las palmas de coco caracterizada por marchitamiento y amarilleamiento de las hojas.

## Descripción
El adulto mide de 3,47 a 3,57 mm. Su aspecto es blanco, con una red visible de venas en los hemiélitros que le otorgan un aspecto vidrioso. Su coloración se distingue de la de las ninfas en que estas son blancas, con manchas oscuras. La cabeza del adulto tiene un color amarillento claro a marrón, y está insertada en el protórax hasta aproximadamente el nivel de los ojos compuestos. Los ojos compuestos son pequeños pero prominentes, y en gran parte están cubiertos por el pronoto; son de color negro y están muy separados entre sí, siendo la distancia interocular casi cuatro veces el ancho del ojo. Las antenas son largas, delgadas y pilosas, de color marrón claro. Tiene el rostrum típico de los hemípteros picadores. Este es de color pajizo, con la punta marrón. Los estiletes son estrechos y puntiagudos.
El pronoto tiene forma convexa y es más ancho que largo. Su parte trasera es la más ancha.
Los hemiélitros son más del doble de largos que de anchos, teniendo una longitud casi el doble de larga que el abdomen. El borde exterior está minuciosamente serrado. Son de apariencia vidriada, con venas marrones que forman una red. Las alas posteriores son membranosas y se encuentran dobladas debajo del ala mesotorácica. Cada ala es cinco veces más larga que ancha, extendiéndose más allá del abdomen.
Las patas son isomorfas, de color marrón claro con tinte amarillento. La tibia es pubescente y el artejo más largo, aunque es más delgado que el fémur. El basitarso es triangular y el pretarso está ligeramente hinchado, con garras con cúspide basal.
El abdomen es de color marrón oscuro, siendo más ancho en las hembras. El ovopositor está bien desarrollado, con el extremo distal aserrado y puntiagudo.

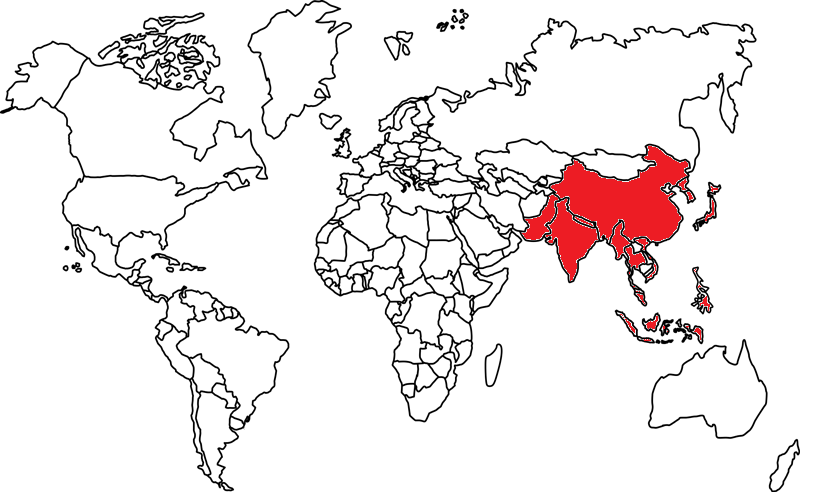
Distribución de S. typica

## Ciclo biológico
La cópula de Stephanitis typica es prolongada, pudiendo llegar a los 60 minutos de duración. Cada hembra pone un promedio de 30 huevos. Estos son insertados uno por uno por el ovipositor debajo de la superficie de las hojas. Son hemimetábolos, por lo que de los huevos eclosiona una ninfa transparente a amarillenta, de unos 0,6 mm de longitud. A medida que crece, el color de cada fase ninfal se va oscureciendo hasta llegar a un marrón oscuro, y su protórax se expande hasta llegar a formar más de la mitad del tórax. Al alcanzar la última fase ninfal, puede medir hasta 2,02 mm.

## Ecología
S. typica es parásito de varias plantas, siendo las más afectadas el cocotero y el banano. Otras especies que pueden ser infectadas son: Alpinia spp., la guanábana, la jaca de la India, el alcanforero, la cúrcuma, la palma africana de aceite, el cardamomo y el  jengibre.
Los ataques en bananos y cocoteros son especialmente comunes en la India. En general producen signos en las hojas como colores anormales, áreas necróticas, marchitamiento y caída. Los daños a los cocoteros se manifiestan como  puntitos blancos en el haz. En las hojas de coco, los estiletes se insertan a través de los estomas, rompiendo las paredes celulares y terminando en el floema. En los bananos, las ninfas perforan el rizoma , lo que causa la muerte de la planta. En el rizoma  aparecen galerías y las hojas se marchitan.
Es vector de un fitoplasma que causa la enfermedad de la raíz en los cocoteros, caracterizado por el marchitamiento y amarillamiento de las hojas. Esto causa daños y pérdidas sustanciales en las plántulas.
Su principal depredador es Stethoconus praefectus.

## Control de la plaga
La manera tradicional de combatir la plaga en cocoteros es arrancar las hojas atacadas. También se pueden usar insecticidas, como el malatión, dimetoato, metomilo o aceite de nim.
Para combatir la plaga en bananos se retiran las hojas, flores y frutos afectados. También se usan trampas adhesivas amarillas e insecticidas.
En cultivos de cocoteros, el uso del depredador Stethoconus praefectus puede ayudar al programa de control integrado.